# Латорре, Лоренсо
Лоренсо Антонио Иносенсио Латорре Хампен (исп. Lorenzo Antonio Inocencio Latorre Jampen, 8 июля 1844 — 18 января 1916) — уругвайский военный и политик, диктатор Уругвая в 1876—1879 годах, конституционный президент в 1879—1880 годах.

## Биография
Родился в 1844 году в Монтевидео, его родителями были иммигрант Лоренсо де ла Торре Инсуа и Мария Хампен Аренас. В молодости вступил в армию, во время Бразильского вторжения сражался на стороне поддержавшей бразильцев партии «Колорадо», в 1865 году был произведён в полковники. Во время Парагвайской войны был в 1866 году серьёзно ранен в битве при Эстеро Бельяко.
В 1875 году в результате военного переворота был свергнут президент Хосе Эльяури, и временным правителем страны стал Педро Варела, в правительстве которого Лоренсо Латорре занял должность министра армии и флота. В марте 1876 года, столкнувшись с массовым недовольством своим правлением, Варела был вынужден передать власть Латорре.
Не завися ни от одной из двух традиционных партий, чья борьба десятилетиями раздирала страну, Латорре смог сосредоточиться на развитии экономики; традиционные партии поддержали его как человека, который смог покончить с анархией. Он перевооружил армию современным оружием, что резко повысило её возможности по борьбе с не имеющими доступа к поставкам такого оружия повстанцам, и проложил по стране с помощью Великобритании железнодорожные и телеграфные линии. Была произведена серьёзная правовая реформа, государство начало регистрацию актов гражданского состояния (чем раньше занималась только церковь), была начата кампания по борьбе с неграмотностью. Усилия по развитию скотоводства привели к тому, что Уругвай стал крупным экспортёром мяса и шерсти.
В 1879 году Латорре был официально избран президентом страны, однако его привычки к военному стилю управления не позволили ему нормально управлять в условиях демократии. 13 марта 1880 года он заявил о своём разочаровании в управлении страной, ушёл в отставку и эмигрировал в Аргентину, где и прожил остаток своих дней. Его останки были возвращены в Уругвай в 1975 году.